# Рекурсивная функция
Рекурсивная функция в теории вычислимости — функция, формализующая понятие рекурсии с вычислительной точки зрения; подразделяются на три последовательно входящих класса функций: примитивно рекурсивные, общерекурсивные и частично рекурсивные. Последние совпадают с классом вычислимых по Тьюрингу функций и занимают центральное место в логике и теоретической информатике, соответственно, при упоминании рекурсивных функций без уточнения обычно имеются в виду частично рекурсивные функции. Введены Куртом Гёделем.

## Примитивно рекурсивная функция
Определение примитивно рекурсивной функции является индуктивным. Оно состоит из указания класса базовых примитивно рекурсивных функций и двух операторов (суперпозиции и примитивной рекурсии), позволяющих строить новые примитивно рекурсивные функции на основе уже имеющихся.
К числу базовых примитивно рекурсивных функций относятся функции следующих трёх видов:
- нулевая функция {\displaystyle O} — функция без аргументов, всегда возвращающая 0;
- функция следования {\displaystyle S} одной переменной, сопоставляющая любому натуральному числу {\displaystyle x} непосредственно следующее за ним натуральное число {\displaystyle x+1};
- функция {\displaystyle I_{n}^{m}} ({\displaystyle 0<m\leqslant n}) от {\displaystyle n} переменных, сопоставляющая любому упорядоченному набору {\displaystyle x_{1},\dots ,x_{n}} натуральных чисел число {\displaystyle x_{m}} из этого набора (например, {\displaystyle I_{3}^{2}(10,20,30)=20}).

Операторы подстановки и примитивной рекурсии определяются следующим образом:
- оператор подстановки (оператор суперпозиции) для функции {\displaystyle f} от {\displaystyle m} переменных и упорядоченного набора {\displaystyle m} функций {\displaystyle g_{1},\dots ,g_{m}} от {\displaystyle n} переменных каждая даёт функцию {\displaystyle h} от {\displaystyle n} переменных, сопоставляющую любому упорядоченному набору {\displaystyle x_{1},\dots ,x_{n}} натуральных чисел число:
{\displaystyle h(x_{1},\ldots ,x_{n})=f{\big (}g_{1}(x_{1},\ldots ,x_{n}),\ldots ,g_{m}(x_{1},\ldots ,x_{n}){\big )}};
- оператор примитивной рекурсии для функции {\displaystyle f} от {\displaystyle n} переменных и функции {\displaystyle g} от {\displaystyle n+2} переменных дающий функцию {\displaystyle h} от {\displaystyle n+1} переменной вида:
{\displaystyle h(x_{1},\ldots ,x_{n},0)=f(x_{1},\ldots ,x_{n})},
{\displaystyle h(x_{1},\ldots ,x_{n},y+1)=g(x_{1},\ldots ,x_{n},y,h(x_{1},\ldots ,x_{n},y))}.

В данном определении переменную {\displaystyle y} можно понимать как счётчик итераций, {\displaystyle f} — как исходную функцию в начале итерационного процесса, выдающего некую последовательность функций {\displaystyle n} переменных, начинающуюся с {\displaystyle f}, и {\displaystyle g} — как оператор, принимающий на вход {\displaystyle n} переменных {\displaystyle x_{1},\ldots ,x_{n}}, номер шага итерации {\displaystyle y}, функцию {\displaystyle h(x_{1},\ldots ,x_{n},y)} на данном шаге итерации, и возвращающий функцию на следующем шаге итерации.
Множество примитивно рекурсивных функций — минимальное множество, содержащее все базовые функции и замкнутое относительно операторов подстановки и примитивной рекурсии.
В терминах императивного программирования примитивно рекурсивные функции соответствуют программным блокам, в которых используется только арифметические операции, а также условный оператор и оператор арифметического цикла (оператор цикла, в котором число итераций известно на момент начала цикла). Если же программист начинает использовать оператор цикла while, в котором число итераций заранее неизвестно и, в принципе, может быть бесконечным, то он переходит в класс частично рекурсивных функций.
Например, примитивно рекурсивны функция сложения двух натуральных чисел ({\displaystyle Sum(a,\;b)=a+b}):
{\displaystyle Sum(x,\;0)=I_{1}^{1}(x)};
{\displaystyle Sum(x,\;y+1)=F(x,\;y,\;Sum(x,\;y))};
{\displaystyle F(x,\;y,\;z)=S(I_{3}^{3}(x,\;y,\;z))}
и функция умножения двух натуральных чисел ({\displaystyle Mul(a,\;b)=a\times b}):
{\displaystyle Mul(x,\;0)=O(x)};
{\displaystyle Mul(x,\;y+1)=G(x,\;y,\;Mul(x,y))};
{\displaystyle G(x,\;y,\;z)=Sum(I_{3}^{1}(x,\;y,\;z),I_{3}^{3}(x,\;y,\;z))}.
Примитивно рекурсивный функционал — обобщение понятия примитивно рекурсивной функции в многомерной теории типов.

## Частично рекурсивная функция
Частично рекурсивная функция определяется аналогично примитивно рекурсивной, только к двум операторам, суперпозиции и примитивной рекурсии, добавляется ещё третий оператор — минимизации аргумента, дающий для функции от {\displaystyle n} переменных {\displaystyle f} функцию {\displaystyle h} от {\displaystyle n-1} переменной, задаваемую следующим определением:
{\displaystyle h(x_{1},\ldots ,x_{n-1})=\min y}, при условии {\displaystyle f(x_{1},\ldots ,x_{n-1},\,y)=0}
(то есть функция {\displaystyle h} возвращает минимальное значение последнего аргумента функции {\displaystyle f}, при котором её значение равно 0).
Частично рекурсивные функции для некоторых значений аргумента могут быть не определены, так как оператор минимизации аргумента не всегда корректно определён, поскольку функция {\displaystyle f} может быть не равной нулю ни при каких значениях аргументов. С точки зрения императивного программирования, результатом частично рекурсивной функции может быть не только число, но и исключение или уход в бесконечный цикл, соответствующие неопределённому значению.

## Общерекурсивная функция
Общерекурсивная функция — частично рекурсивная функция, определённая для всех значений аргументов. Задача определения того, является ли частично рекурсивная функция с данным описанием общерекурсивной или нет, алгоритмически неразрешима.
Пример общерекурсивной функции, не являющейся примитивно рекурсивной — функция Аккермана. Другой пример общерекурсивной функции, не являющейся примитивно рекурсивной, строится диагональным методом Кантора из универсальной функции для множества одноместных примитивно рекурсивных функций.